# 库德阿尔
库德阿尔（法語：Coudehard，法語發音：[kud(ə)aʁ] ⓘ）是法国奥恩省的一个市镇，位于该省北部偏东，属于阿让唐区。

## 地理
库德阿尔（48°50'37"N, 0°8'5"E）面积8.52 平方千米，位于法国诺曼底大区奧恩省，该省份为法国西北部内陆省份，北起顺时针与卡爾瓦多斯省、厄尔省、厄尔-卢瓦省、萨尔特省、马耶讷省和芒什省接壤。
与库德阿尔接壤的市镇（或旧市镇、城区）包括：莱尚波、卡芒贝尔、尚波苏、蒙托尔梅勒、迪沃河畔诺夫、迪沃河畔圣朗贝尔、欧日地区古费恩。
库德阿尔的时区为UTC+01:00、UTC+02:00（夏令时）。

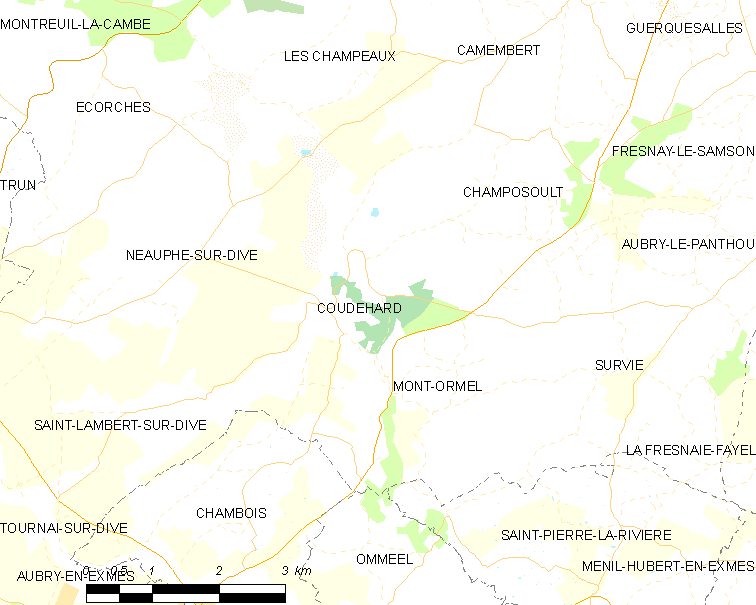
库德阿尔的OSM定位图

## 行政
库德阿尔的邮政编码为61160，INSEE市镇编码为61120。

## 政治
库德阿尔所属的省级选区为阿让唐第二县。

## 交通
奥恩省省道D242线和D710线在境内交汇，省道D16线从境内东南侧经过。

## 人口

1962-2008年间库德阿尔人口变化图示

库德阿尔于2022年1月1日时的人口数量为78人。